# Episodi di TV Reader's Digest (seconda stagione)
La seconda stagione della serie televisiva TV Reader's Digest è andata in onda negli Stati Uniti dal 17 ottobre 1955 al 9 luglio 1956 sulla ABC.
| nº | Titolo originale                        | Prima TV USA     |
| -- | --------------------------------------- | ---------------- |
| 1  | Child Pioneer                           | 17 ottobre 1955  |
| 2  | Old Master Detective                    | 24 ottobre 1955  |
| 3  | The Archer-Shee Case                    | 31 ottobre 1955  |
| 4  | The Brainwashing of John Hayes          | 7 novembre 1955  |
| 5  | The Making of a Submarine               | 14 novembre 1955 |
| 6  | The Voyage of Captain Tom Jones, Pirate | 21 novembre 1955 |
| 7  | If I Were Rich                          | 28 novembre 1955 |
| 8  | The Sad Death of a Hero                 | 5 dicembre 1955  |
| 9  | Emergency Case                          | 12 dicembre 1955 |
| 10 | When the Wise Men Appeared              | 19 dicembre 1955 |
| 11 | Ordeal at Yuba Gap                      | 26 dicembre 1955 |
| 12 | In the Eye of the Hurricane             | 2 gennaio 1956   |
| 13 | Why the Choir Was Late                  | 9 gennaio 1956   |
| 14 | The Man Who Beat Death                  | 16 gennaio 1956  |
| 15 | A Bell for Okinawa                      | 23 gennaio 1956  |
| 16 | Cochise, Greatest of the Apaches        | 30 gennaio 1956  |
| 17 | The Mystery of Minnie                   | 6 febbraio 1956  |
| 18 | Texas in New York                       | 13 febbraio 1956 |
| 19 | Return from Oblivion                    | 20 febbraio 1956 |
| 20 | The Case of the Uncertain Hand          | 27 febbraio 1956 |
| 21 | Lost, Strayed, and Lonely               | 5 marzo 1956     |
| 22 | Night Court                             | 12 marzo 1956    |
| 23 | No Horse, No Wife, No Mustache          | 19 marzo 1956    |
| 24 | The Trigger Finger Clue                 | 26 marzo 1956    |
| 25 | The Secret Weapon of Joe Smith          | 2 aprile 1956    |
| 26 | Courage                                 | 9 aprile 1956    |
| 27 | The Woman Who Changed Her Mind          | 16 aprile 1956   |
| 28 | Uncle Sam's C Men                       | 23 aprile 1956   |
| 29 | Miss Victoria                           | 30 aprile 1956   |
| 30 | The Old, Old Story                      | 7 maggio 1956    |
| 31 | Britain's Most Baffling Murder Case     | 14 maggio 1956   |
| 32 | Down on the Tennessee                   | 21 maggio 1956   |
| 33 | The Man Who Dreamt Winners              | 28 maggio 1956   |
| 34 | The General's Escape                    | 4 giugno 1956    |
| 35 | The Gigantic Bank Note Swindle          | 11 giugno 1956   |
| 36 | Go Fight City Hall                      | 18 giugno 1956   |
| 37 | Family Reunion USA                      | 25 giugno 1956   |
| 38 | The Only Way Out                        | 2 luglio 1956    |
| 39 | The Smuggler                            | 9 luglio 1956    |

## Child Pioneer
- Prima televisiva: 17 ottobre 1955

### Trama
- Guest star: Linda Brace (Jane), John Compton (Kit Carson), Jack Dimond (John Sager), Terry Dunavan (Francis), Bernadette Withers (Mary)

## Old Master Detective
- Prima televisiva: 24 ottobre 1955

### Trama
- Guest star: Whit Bissell, Peter Brocco, Walter Kingsford, Hayden Rorke, William Talman (Insurance Investigator), John Wengraf, Jesse White

## The Archer-Shee Case
- Prima televisiva: 31 ottobre 1955

### Trama
- Guest star: Paul Cavanagh (comandante Travis), Christopher Cook (Cadet George Archer-Shee), Henry Daniell (Sir Edward Carson), Anthony Eustrel (Sir Rufus Isaacs), Cedric Hardwicke (Martin Archer-Shee), Sarah Selby (Mrs. Archer-Shee)

## The Brainwashing of John Hayes
- Prima televisiva: 7 novembre 1955

### Trama
- Guest star: Vincent Price (Rev. John Hayes), Richard Loo (ufficiale), Philip Ahn (Wang Tsu), Steven Geray (Chernik), Kei Thin Chung (Wong), Beulah Quo (donna), Warren Lee (ragazzo), Weaver Levy (guardia), Harold Fong (giudice No. 1), W.T. Chang (giudice No. 2), George T. Lee (giudice No. 3), James Hong (giudice No. 4), Walter Soo Hoo (giudice No. 5)

## The Making of a Submarine
- Prima televisiva: 14 novembre 1955

### Trama
- Guest star: Robert Crosson (Red), Douglas Dick (Frankie), Louis Jean Heydt (Warner), John Huffman (Larry), Walter Sande (Jensen), Charles Smith (Chuck)

## The Voyage of Captain Tom Jones, Pirate
- Prima televisiva: 21 novembre 1955

### Trama
- Guest star: Kathryn Beaumont (Priscilla Mullins), John Bryant (capitano Miles Standish), Edward Colmans (Sir Fernando Gorges), Noel Drayton (Earl of Warwick), Louis Hayward (capitano Tom Jones), John Stephenson (John Alden)

## If I Were Rich
- Prima televisiva: 28 novembre 1955

### Trama
- Guest star: Jim Backus (George Johnson), Chick Chandler (Brother-in-Law), Chester Marshall (Marvin), Carol Nugent (Doris), Helen Parrish (Mary Johnson)

## The Sad Death of a Hero
- Prima televisiva: 5 dicembre 1955

### Trama
- Guest star: Harry Bartell (Rappelyea), Rosemary DeCamp (Miss Schuyler), Douglass Dumbrille (William Jennings Bryan), Louis Jean Heydt (George Young), William Phipps (John Scopes), Carl Benton Reid (Clarence Darrow), Mack Williams (Harrison)

## Emergency Case
- Prima televisiva: 12 dicembre 1955

### Trama
- Guest star: Arthur Franz, Maudie Prickett, Richard Reeves

## When the Wise Men Appeared
- Prima televisiva: 19 dicembre 1955

### Trama
- Guest star: Dick Foran (John Turner), Dorothy Green (Alice Turner), Rudy Lee (Bruce Turner), Argentina Brunetti (Mrs. Barrett), Jeanne Baird (Ruth Barrett), Dan Barton (George Barrett), William Schallert (Henry Thompson), Joyce Holden (Laura Thompson), Jimmy Baird (Tommy Thompson), Whit Bissell (Dan Carson), Adrienne Marden (Dorothy Carson), Donna Corcoran (Sue Carson), Pierre Watkin (dottore Parish), Harry Shearer (1st Wise Man), Tiger Fafara (2nd Wise Man)

## Ordeal at Yuba Gap
- Prima televisiva: 26 dicembre 1955

### Trama
- Guest star: Douglas Kennedy (dottor Hanley), Margaret Lindsay (infermiera Ruth Linden), Helen Mowery (Mrs. Chapman), Addison Richards (George Naylor), Harry Shannon (conducente del treno), Herb Vigran (Ben Hartford), Michael Winkelman (Bucky Chapman)

## In the Eye of the Hurricane
- Prima televisiva: 2 gennaio 1956

### Trama
- Guest star: James Anderson (Seaman), Richard Arlen (capitano), John Doucette (Ferguson), James Fairfax (Stewart), Tod Griffin (Curtis), Rodolfo Hoyos Jr. (Gordo), Carl Milletaire (Barnes), Richard Reeves (Quartermaster), Jack Rice (Williams)

## Why the Choir Was Late
- Prima televisiva: 9 gennaio 1956

### Trama
- Guest star: Byron Foulger (Rev. Paul Mitchell), Pauline Moore (Ruth), Tina Thompson (Nancy)

## The Man Who Beat Death
- Prima televisiva: 16 gennaio 1956

### Trama
- Guest star: Robert Clarke (padre), Phyllis Coates (Nancy), Bill Talbert (se stesso)

## A Bell for Okinawa
- Prima televisiva: 23 gennaio 1956

### Trama
- Guest star: Leon Askin (Weeren), Paul Cavanagh (Lawrence Holt), Anthony Eustrel (britannico Director), Norbert Schiller (German Reporter), Ludwig Stössel (dottor Von Scorebrand), John Wengraf (German Bishop Schoffel)

## Cochise, Greatest of the Apaches
- Prima televisiva: 30 gennaio 1956

### Trama
- Guest star: Clint Eastwood (Young Cavalry Officer), Richard Gaines (Cochise), John Howard (generale Oliver Otis Howard), Rhodes Reason (Tom Jeffords)

## The Mystery of Minnie
- Prima televisiva: 6 febbraio 1956

### Trama
- Guest star: Walter Coy (Adams), Ann Doran (Elsie), Jonathan Hole (Cartwright), John Huffman (Enright), Francis McDonald (Minnie Garrett), Evelyn Scott (Peggy), Olan Soule (Harmon)

## Texas in New York
- Prima televisiva: 13 febbraio 1956

### Trama
- Guest star: Donald Bener, Nicky Blair, Tom Brandt (Sczeczechowski), Rafael Campos (Manual), Marilyn Erskine (Schoolteacher), Ike Jones, Speer Martin (Koredjefski), John Murphy (McDuffy), Pat O'Hara, David Pike (Anastopoulous), Harry Shearer, Melvin Stevens

## Return from Oblivion
- Prima televisiva: 20 febbraio 1956

### Trama
- Guest star: Lyle Bettger (Lester Miller), Marjorie Masson (Jean), Robert Osterloh (dottor Rosenfeld), Emerson Treacy (Harry Ratcliffe)

## The Case of the Uncertain Hand
- Prima televisiva: 27 febbraio 1956

### Trama
- Guest star: Larry J. Blake (O'Brien), Frank Cady, Marguerite Chapman (Nancy Drake), Charles Davis (Driscoll), Robert Easton (Horton), Michael Garth (Ralston), Aaron Spelling (Williams)

## Lost, Strayed, and Lonely
- Prima televisiva: 5 marzo 1956

### Trama
- Guest star: Billy Chapin (Christopher Kent), Phillip Terry (professore Alan Kent), Marjorie Lord (Gerrie Kent), Gloria Henry (Betty), William Ching (Binky), Lamont Johnson (Jack), Danny Richards Jr. ('Blood & Guns' Fitzgerald), Paul Dubov (tassista), Dick Rich (poliziotto)

## Night Court
- Prima televisiva: 12 marzo 1956

### Trama
- Guest star: John Archer (Magistrate Halleck), Damian O'Flynn (Attorney Pat O'Banion), J. Pat O'Malley (ufficiale pubblico), Charles Seel (Herman Swink)

## No Horse, No Wife, No Mustache
- Prima televisiva: 19 marzo 1956

### Trama
- Guest star: Jim Brandt (Orin Haney), Bobby Driscoll (Cadet John Aldridge Jr.), Gloria Marshall (Mary Lou Carroll), John Roberts (Charles Cole)

## The Trigger Finger Clue
- Prima televisiva: 26 marzo 1956

### Trama
- Guest star: Elisha Cook Jr. (Big Mike Preisser), Paul Dubov (Morty Boyle), Dabbs Greer (dottor Petrie), Louis Jean Heydt (constable Trimble), Joe Turkel (Eddie Preisser)

## The Secret Weapon of Joe Smith
- Prima televisiva: 2 aprile 1956

### Trama
- Guest star: Louise Arthur (Nan), Leon Askin (Russian Diplomat Portichenki), Robert Foulk, Billy Gray, Louis Jean Heydt (Newspaper Reporter Smith), Diane Jergens (Louise)

## Courage
- Prima televisiva: 9 aprile 1956

### Trama
- Guest star: John Dimond (Tad Duncan, Jr.), John Doucette (sceriffo Millikan), Dabbs Greer (Tad Duncan Sr.), John Howard (Richard Duncan), Kurt Katch (Storekeeper Bauer), Vera Marshe (Martha), John Roberts (John)

## The Woman Who Changed Her Mind
- Prima televisiva: 16 aprile 1956

### Trama
- Guest star: Whit Bissell (Meltzer), Marilyn Erskine (Mrs. Stanley), Victor Jory (Movie Producer Stanley), Marshall Thompson (Herzog)

## Uncle Sam's C Men
- Prima televisiva: 23 aprile 1956

### Trama
- Guest star: John Archer (B.J. Andrews), Robert Foulk (Dave Jackson), J. Pat O'Malley (Ship's Captain), Jerry Paris (Charles Sussman), Roy Roberts (Horace Brinkman)

## Miss Victoria
- Prima televisiva: 30 aprile 1956

### Trama
- Guest star: Jean Byron (Sally), Noel Drayton (capitano Connor), Anthony Eustrel (Henry Claibourne), Judith Evelyn (Miss Victoria), Keith McConnell (dottor Claibourne), Helen Mowery (Clarissa), Rhys Williams (Mr. MacTavish)

## The Old, Old Story
- Prima televisiva: 7 maggio 1956

### Trama
- Guest star: Dabbs Greer (dottor Rayborn), June Kenney (Recruit's Fiancee), Walter Woolf King (Harris), Martin Milner (US Army Recruit)

## Britain's Most Baffling Murder Case
- Prima televisiva: 14 maggio 1956

### Trama
- Guest star: Anthony Eustrel (William Wallace), Rhys Williams (Monroe)

## Down on the Tennessee
- Prima televisiva: 21 maggio 1956

### Trama
- Guest star: Thurston Hall (capitano Warren), Richard Long (Dude Dandridge), Francis McDonald (pilota), Barbara Whiting (Birdie)

## The Man Who Dreamt Winners
- Prima televisiva: 28 maggio 1956

### Trama
- Guest star: Joyce Holden (Eve), Robert Hutton (Hugh McLaughlin)

## The General's Escape
- Prima televisiva: 4 giugno 1956

### Trama
- Guest star: George Macready (generale Henri Giraud), Aaron Spelling (colonnello Dornay), Otto Waldis (Wilhelm), Carl Milletaire (Louis), Ron Hargrave (tenente Heinrich Gruning), Kurt Katch (German Officer), William Challee (locandiere Morrell), Kort Falkenberg

## The Gigantic Bank Note Swindle
- Prima televisiva: 11 giugno 1956

### Trama
- Guest star: Paul Cavanagh (Sir William Wembly), Fred Essler (Van Rennselaer), Byron Foulger (Chavez), Victor Jory (Antonio Rosas), Carol Kelly (Catherine), William Kerwin (George), Richard Reeves (Muller), Philip Van Zandt (Juan Ortega)

## Go Fight City Hall
- Prima televisiva: 18 giugno 1956

### Trama
- Guest star: Morris Ankrum (Dunlap), Jean Byron (Claire), Dabbs Greer (Paul Diamond), Chester Marshall (Ted), Harry Tyler (Peck), Joan Young (Kitty)

## Family Reunion USA
- Prima televisiva: 25 giugno 1956

### Trama
- Guest star: Dan Barton, John Bleifer (Janitor), Clark Howat, Lewis Martin, Helen Mowery (Mary), Joan Sinclair

## The Only Way Out
- Prima televisiva: 2 luglio 1956

### Trama
- Guest star: Arthur Franz (Master Sgt. Horst Bock), Paul Stewart (Franz Kindler), Henry Rowland (guardia carceraria)

## The Smuggler
- Prima televisiva: 9 luglio 1956

### Trama
- Guest star: Larry J. Blake (Reynolds), Bobby Driscoll (Truls Halvorsen), Dabbs Greer (capitano Larsen), Richard Loo (Lew Gar Mun), Keye Luke (Mr. Ling), Robert Osterloh (Stein)